# نمول جذري
نمول جذري (الاسم العلمي:Alternanthera radicata) هو نوع من النباتات يتبع جنس النمول من الفصيلة القطيفية.